# 국군방첩사령부
국군방첩사령부(國軍防諜司令部, 영어: Defense Counterintelligence Command, DCC)는 군의 방첩(防諜) 및 보안, 군에 관한 정보 수집·작성·처리에 관한 업무를 수행하기 위하여 설치된 대한민국 국방부 직할 기능사령부이다. 1950년 설립된 특무부대를 시초로 하며, 국군보안사령부·국군기무사령부·군사안보지원사령부를 거쳐 2022년 11월 1일 설립 취지인 방첩 기능 강화의 일환으로 부대명칭을 국군방첩사령부로 변경하였다. 약칭은 '방첩사'이다.

## 연혁
- 육군본부 특무부대 (1950년 10월 21일 ~ 1960년 7월 20일)
- 육군본부 방첩부대 (1960년 7월 20일 ~ 1968년 9월 23일)
- 육군보안사령부 (1968년 9월 23일~1973년 9월 1일)
- 국군보안사령부 (1973년 9월 1일 ~ 1991년 1월 1일)
- 국군기무사령부 (1991년 1월 1일 ~ 2018년 9월 1일)
- 군사안보지원사령부 (2018년 9월 1일~2022년 11월 1일)
- 국군방첩사령부 (2022년 11월 1일~현재)

## 역사
2018년 8월 국군기무사령부 계엄령 준비 사건 및 세월호 사건 민간인 사찰과 관련하여, 국군기무사령부의 폐지가 결정되었고, 이를 대체하기 위한 새 조직의 설립이 2018년 8월 6일 관보를 통해 공고되었다. 8월 4일 제44대 기무사령관에 취임한 남영신 중장을 단장으로 하는 창설준비단이 같은 날 출범하였다.
2018년 8월 14일 문재인 대통령이 주재하는 국무회의에서 군사안보지원사령부 제정령이 심의·의결되었다. 기존의 국군기무사령부령과 달리 '정치 개입 및 민간인 사찰의 금지' 조항이 신설되었으며, '법령과 정치적 중립 준수'가 명시되었다. 군사안보지원사령부의 출범 결정에 따라, 기무사는 국군보안사령부 민간인 사찰 사건과 관련하여 1991년 보안사령부가 기무사로 개편된지 27년만에 해체되게 되었다.
2018년 9월 1일 군사안보지원사령부 창설식이 진행되었으며, 남영신 중장을 초대사령관으로 하여 공식 출범하였다. 창설식에는 송영무 국방부 장관이 참석해 부대기를 전달하였다.
2022년 11월 1일, 기존 군사안보지원사령부에서 국군방첩사령부로 명칭을 변경하였다.

## 논란
2022년 11월, 군사안보지원사령부 시절 내렸던 노태우와 전두환의 사진을 역대 사령관 사진 목록에 다시 걸었다는 소식이 전해지며, 보안사 시절을 다시 추종하는 것이 아니냐는 비판을 받았다.
2024년 대한민국 비상계엄 사태에서는, 선거관리위원회에 정보보호단을, 국회에는 체포조를 보내는 등 계엄사령부에 적극적인 동조를 했다는 점이 밝혀지면서 큰 논란을 일었다. 비상계엄이 국회의 요구에 의해서 종료된 이후, 여인형 사령관은 대한민국 국방부 김선호 국방차관에 의해서 직무 정지를 받았고, 정성우 방첩사 1처장(육군 준장(진))과 김대우 방첩사 수사단장(해군 준장) 또한 직무 정지를 받았다.

## 업무
- 군 관련 보안업무
- 군 관련 방첩업무
- 군 관련 정보수집·작성·처리
- 군사법원법 제44조 2호에 따른 군 범죄 수사[11]
- 기타 군사안보 지원 업무

## 역대 사령관
- 2022년 국군방첩사령관은 대한민국 국군의 3성 장군 중에서 해병대사령관 다음의 의전 서열을 가지며, 현역 군인 중 9위이다. 임기는 2년이다.
- 초대 사령관에는 남영신 중장[A]이 임명되었다.[5][12]

| 대수               | 성명           | 계급      | 기간                               | 비고        |
| ------------------ | -------------- | --------- | ---------------------------------- | ----------- |
| 군사안보지원사령관 |                |           |                                    |             |
| 초대               | 남영신(南泳臣) | 육군 중장 | 2018년 9월 1일 ~ 2019년 4월 15일   | 학군 23기   |
| 직무대리           | 전제용(全濟龍) | 공군 소장 | 2019년 4월 15일 ~ 2019년 9월 18일  | 공사 36기   |
| 2대                | 전제용(全濟龍) | 공군 중장 | 2019년 9월 19일 ~ 2021년 9월 19일  | 공사 36기   |
| 직무대리           | 박재갑         | 해군 소장 | 2021년 9월 19일 ~ 2021년 10월 13일 | 해학군 35기 |
| 3대                | 이상철(李商哲) | 육군 중장 | 2021년 10월 14일 ~ 2022년 5월 25일 | 학군 28기   |
| 직무대리           | 황유성(黃裕聖) | 육군 소장 | 2022년 5월 26일 ~ 2022년 6월 3일   | 육사 46기   |
| 국군방첩사령관     |                |           |                                    |             |
| 4대                | 황유성(黃裕聖) | 육군 중장 | 2022년 6월 3일 ~ 2023년 11월 7일   | 육사 46기   |
| 5대                | 여인형(呂寅兄) | 육군 중장 | 2023년 11월 7일 ~ 2024년 12월 6일  | 육사 48기   |
| 직무대리           | 이경민         | 육군 소장 | 2024년 12월 6일 ~ 2025년 8월 18일  | 육사 50기   |
| 직무대리           | 편무삼         | 육군 준장 | 2025년 8월 18일 ~                  | 학사 26기   |

## 같이 보기
- 국군기무사령부
- 국군보안사령부 민간인 사찰 사건
- 국군기무사령부 계엄령 준비 사건
- 세월호 침몰 사고
- 2024년 대한민국 비상계엄